# 仙洞隧道
25°08′41″N 121°44′19″E / 25.1448380286874°N 121.738532250625°E
仙洞隧道是位於臺灣基隆市中山區的鐵路隧道，興建於1917年。目前列為基隆市歷史建築保護。

## 簡介
仙洞隧道之開鑿原自於基隆臨港線，與復興隧道是因提供鐵路貨運列車裝載載運民生用品、進口物資及軍需品，於基隆火車站與基隆港西岸12至16號碼頭之間通行而建造。
2003年12月3日，因臨港線西6碼頭的路線停止使用而進行拆除鐵軌工程，當前洞內路線改鋪柏油路面，而因隧道內尚未整修，並不開放給予遊客參觀。

## 構造
仙洞隧道主體為磚石拱頂，側壁由粗石砌成。全長155公尺，寬14公尺、高15公尺，為單線型式隧道。

## 外部連結
- 高遠新村港務局局長官舍（築港出張所仙洞町官舍）——文化部文化資產局（页面存档备份，存于）
- 建港紀念碑（基隆築港殉職者紀念碑）——文化部文化資產局（页面存档备份，存于）